# イオンタウン矢本
イオンタウン矢本（イオンタウンやもと）は、宮城県東松島市にあるショッピングセンターである。

## 主要テナント
- サンデー (ホームセンター)（店舗面積3,757.64m2[1]）
- トイザらス（店舗面積2,650.90m2[1]）
- ザ・ビッグ矢本店（店舗面積2,297.92m2[1]）
- ザ・ダイソー（店舗面積1,124.12m2[1]）

## 沿革
- 2011年（平成23年）9月1日　ショッピングセンターの名称を「イオンタウン矢本」に変更。